# Max Pacioretty
Maximillian Kolenda Pacioretty (New Canaan, 20 novembre 1988) è un hockeista su ghiaccio statunitense che gioca come attaccante per i Carolina Hurricanes, formazione della National Hockey League. Fu scelto dai Canadiens in 22ª posizione assoluta nel Draft 2007.

## Carriera

### Club
Pacioretty esordì nel mondo dell'hockey su ghiaccio a livello scolastico presso la The Taft School di Watertown. Dopo una stagione trascorsa in USHL e dopo essere stato selezionato dai Canadiens, Pacioretty passò all'Università del Michigan vincendo il titolo della CCHA.
Pacioretty debuttò in NHL con i Montréal Canadiens il 2 gennaio 2009, mettendo a segno la prima rete in carriera al primo tiro tentato nel match contro i New Jersey Devils, vincitori della partita per 4-1. Fu il primo giocatore nella storia della franchigia ad essere sceso sul ghiaccio con la maglia numero 67.
L'8 marzo 2011 Pacioretty patì un grave infortunio dopo un contrasto di gioco subito dal difensore dei Boston Bruins Zdeno Chára. L'impatto che portò alla frattura della quarta vertebra cervicale fu aggravato dal fatto di essere stato spinto contro la balaustra che delimita la pista nei pressi delle panchine; il giocatore fu portato fuori dallo stadio dopo essere rimasto disteso per alcuni minuti sul ghiaccio senza muoversi. Dopo l'infortunio Pacioretty saltò le 15 gare rimanenti della stagione regolare.
Fu autore del primo hat trick in carriera il 9 febbraio 2012 contro i New York Islanders, nello stesso incontro che vide terminare la striscia di incontri senza reti da parte del compagno di squadra Scott Gomez. Concluse la stagione 2011-2012 come miglior cannoniere della squadra, con 65 punti frutto di 33 reti e 32 assist. Per i suoi meriti sul ghiaccio dopo aver recuperato dal grave infortunio della stagione precedente, Pacioretty fu premiato con il Bill Masterton Memorial Trophy.
Il 12 agosto 2012 Pacioretty firmò un prolungamento del proprio contratto valido per sei stagioni dal valore di 27 milioni di dollari con i Canadiens. A causa del lockout della NHL nel mese di settembre Pacioretty firmò un contratto temporaneo con la formazione svizzera dell'HC Ambrì-Piotta, militante nella Lega Nazionale A. Il 16 ottobre Pacioretty lasciò l'HCAP a causa del riacutizzarsi di alcuni problemi ai gomiti e fece ritorno in Nordamerica.
Il 10 settembre avvenne il trasferimento ai Vegas Golden Knights, in base a un accordo che prevedeva lo scambio con Tomáš Tatar e Nick Suzuki, oltre alla cessione della seconda scelta assoluta ai Draft 2019. Successivamente firmò un contratto di quattro anni con i Vegas per un importo totale di $28 milioni.

### Nazionale
Pacioretty esordì in nazionale con la selezione Under-20 in occasione del campionato mondiale del 2008, nel quale collezionò 6 presenze. Quattro anni più tardi dopo l'exploit con i Canadiens fu convocato dalla nazionale maggiore per disputare il campionato mondiale del campionato mondiale in Finlandia e Svezia. Concluse il torneo come miglior cannoniere della propria nazionale, con 2 reti e 10 assist in 8 incontri disputati.

## Palmarès

### Club
- Central Collegiate Hockey Association: 1

U. of Michigan: 2007-2008

### Individuale
- Bill Masterton Memorial Trophy: 1

2011-2012
- CCHA Rookie of the Year: 1

2007-2008
- CCHA All-Rookie Team: 1

2007-2008